# Daday

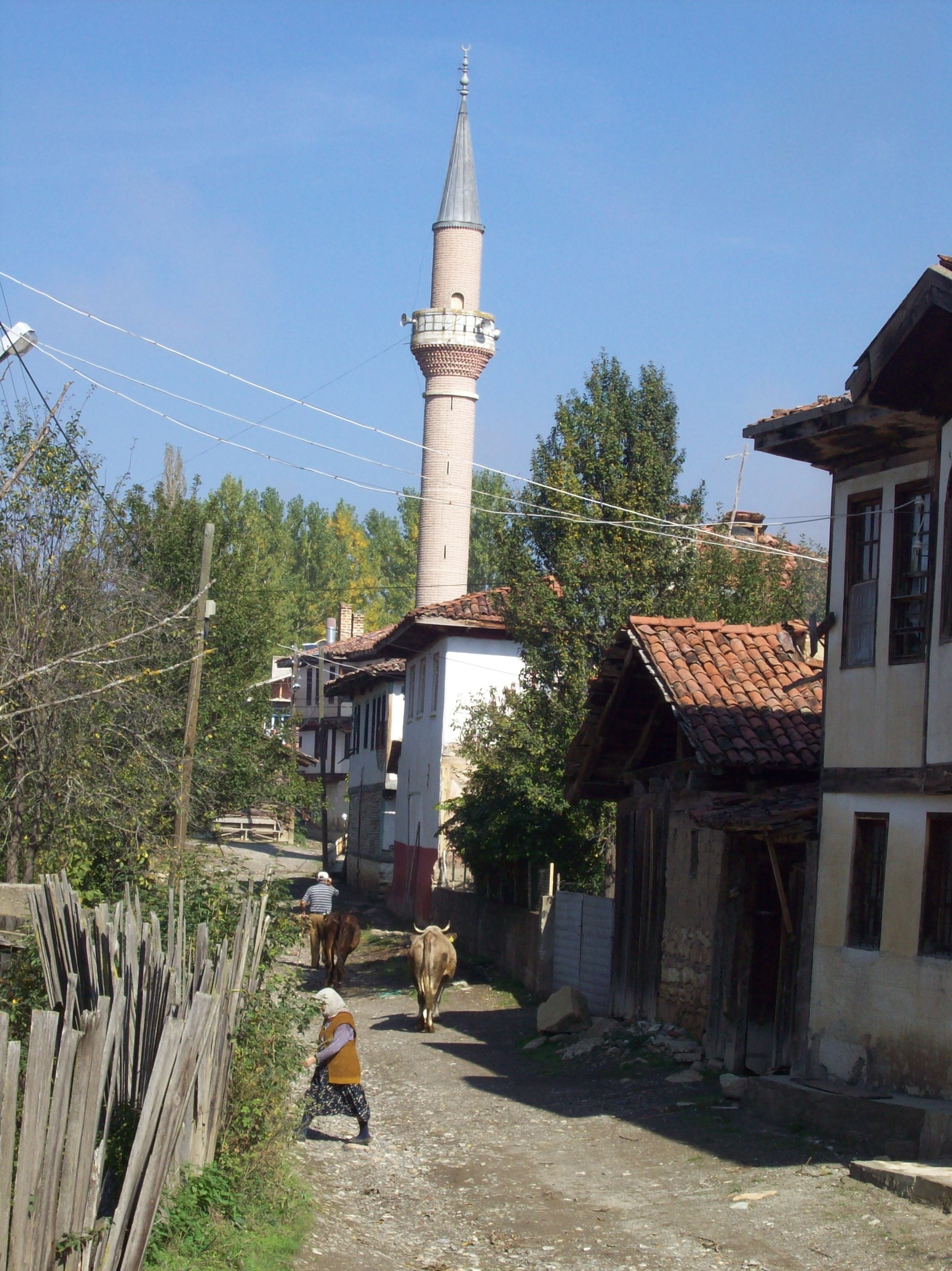
Sarıçam

Daday ist eine Stadt und Hauptort des gleichnamigen Landkreises in der Provinz Kastamonu in der westlichen Schwarzmeerregion (türkisch Batı Karadeniz Bölümü)  der Nordtürkei. Daday liegt ca. 28 km westlich von der Provinzstadt Kastamonu. Laut Stadtsiegel erhielt Daday schon 1873 den Status einer Gemeinde (Belediye).
Der Landkreis wird begrenzt von den Kreisen Pınarbaşı und Azdavay im Norden und Araç im Süden. Der zentrale Landkreis (Merkez) Kastamonu bildet im Osten die Grenze und der Landkreis Eflani (Provinz Karabük) im Osten. Der Kreis besteht neben der Kreisstadt (2020: 34,9 % der Kreisbevölkerung) aus 60 Dörfern (Köy) mit durchschnittlich 89 Bewohnern. Die Palette der Einwohnerzahlen reicht von 209 (Değirmencik) bis 31 (Alipaşa).
Der Fluss Gökırmak durchfließt den Landkreis in östlicher Richtung.